# V. Pudur
V. Pudur es una ciudad y nagar Panchayat situada en el distrito de Thoothukudi en el estado de Tamil Nadu (India). Su población es de 8891 habitantes (2011). Se encuentra a 67 km de Thoothukudi y a 87 km de Tirunelveli.

## Demografía
Según el censo de 2011 la población de V. Pudur era de 8891 habitantes, de los cuales 4382 eran hombres y 4509 eran mujeres. V. Pudur tiene una tasa media de alfabetización del 80,76%, superior a la media estatal del 80,09%: la alfabetización masculina es del 87,01%, y la alfabetización femenina del 74,70%.